# لولا ياقوت
لولا محمد عادل جابر سالم ياقوت هي فنانة تشكيلية ونحاتة مصرية حصلت على جائزة الدولة التشجيعية في 2022.

## سيرتها
ولدت في 28 أغسطس 1985 وحصلت على درجة البكالوريوس من كلية الفنون الجميلة، جامعة الأسكندرية في 2007. وهي تعمل مدرس بكلية الفنون الجميلة في نفس الجامعة، وفي 2013 حصلت على درجة الماجستير من جامعة الإسكندرية عن رسالتها «الدراسات التصميمية والتشكيلية للنحت الطافي». وفازت بجائزة الدولة التشجيعية في الفنون ضمن مجال مشروعات الحفاظ المعمارى والعمرانى «المباني والنطاقات ذات القيمة». وكان عملها الفائز عن «ترميم وتدعيم الإنشاء الداخلى الخاص بتماثيل الأطفال الملائكة بمبنى قنصلية فرنسا العامة بالإسكندرية».

## أعمالها
شاركت في عدد من المعارض الجماعية المحلية منها:
- صالون الشباب السادس والعشرون 2015.
- نظمت معرض «همسات ثنائية» بكلية الفنون الجميلة، جامعة الإسكندرية، يناير 2023.[6]
- معرض «أجندة» في دورته السادسة عشر بمركز المؤتمرات بمكتبة الإسكندرية، فبراير 2023.